# Nobistor

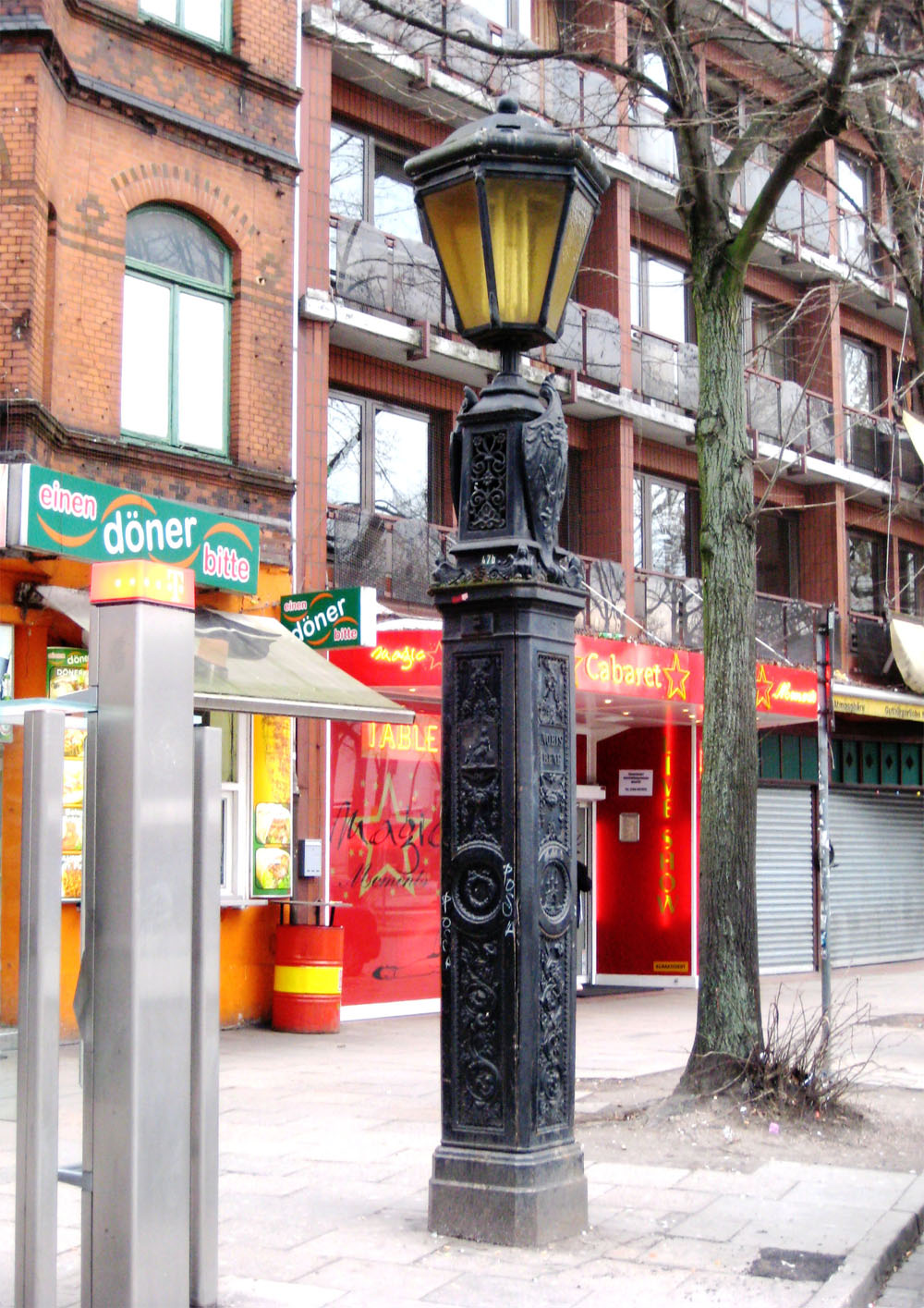
Grenzpfosten am Nobistor, Gusseisen 1839/1848 (Wappenschilde mit Reichsadler am Laternenaufsatz nach 1871)

Nobistor ist ein ehemaliges Stadttor Altonas zur hamburgischen Vorstadt auf dem „Hamburger Berg“, die seit 1833 St. Pauli heißt, und heute der Name eines dortigen Straßenzuges zwischen Reeperbahn und Louise-Schroeder-Straße.

## Die Straße
Nach der Karte von Hamburg und Altona 1890 setzte sich die Straße „Nobistor“ damals nach Westen ab Große Freiheit in der Reichenstraße und nach Osten ab Lincolnstraße in der Straße Langereihe fort; die Reeperbahn begann erst an der Davidstraße / Wilhelminenstraße (heute Hein-Hoyer-Straße). Nach dem Falk-Plan von 1946 gingen nun unter Wegfall der Bezeichnung Langereihe die Straßen Nobistor und Reeperbahn an der Talstraße unmittelbar ineinander über. Die frühere Reichenstraße wurde mit dem „autogerechten“ Ausbau der Ost-West-Achse Reeperbahn/Königstraße und der nach Norden führenden Holstenstraße in den 1960er Jahren und dem Bau der unterirdischen S-Bahn-Station Reeperbahn in den 1970er Jahren zu einer Nebenfahrbahn auf der Nordseite der Reeperbahn, die, zusammen mit dem östlichen Ende der Großen Bergstraße, nun Nobistor hieß. Ansonsten hieß alles bis zur Holstenstraße/Pepermölenbek Reeperbahn.
Vor Ort ist dies nur schwer nachzuvollziehen, zumal der Einmündungsbereich Große Freiheit nach Aufstellung eines Beatles-Denkmals seit 2008 Beatles-Platz heißt. An den Postadressen der dortigen Häuser hat sich dadurch aber nichts geändert: östlich der Großen Freiheit lautet sie Reeperbahn, westlich davon Nobistor.

## Das ehemalige Stadttor

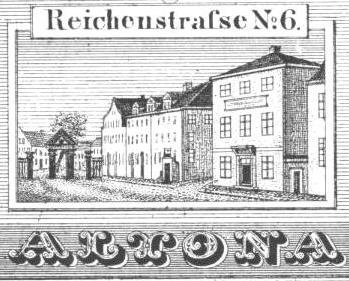
Nobistor um 1840 am Ende der Altonaer Reichenstraße, Blick nach Osten Richtung Hamburg

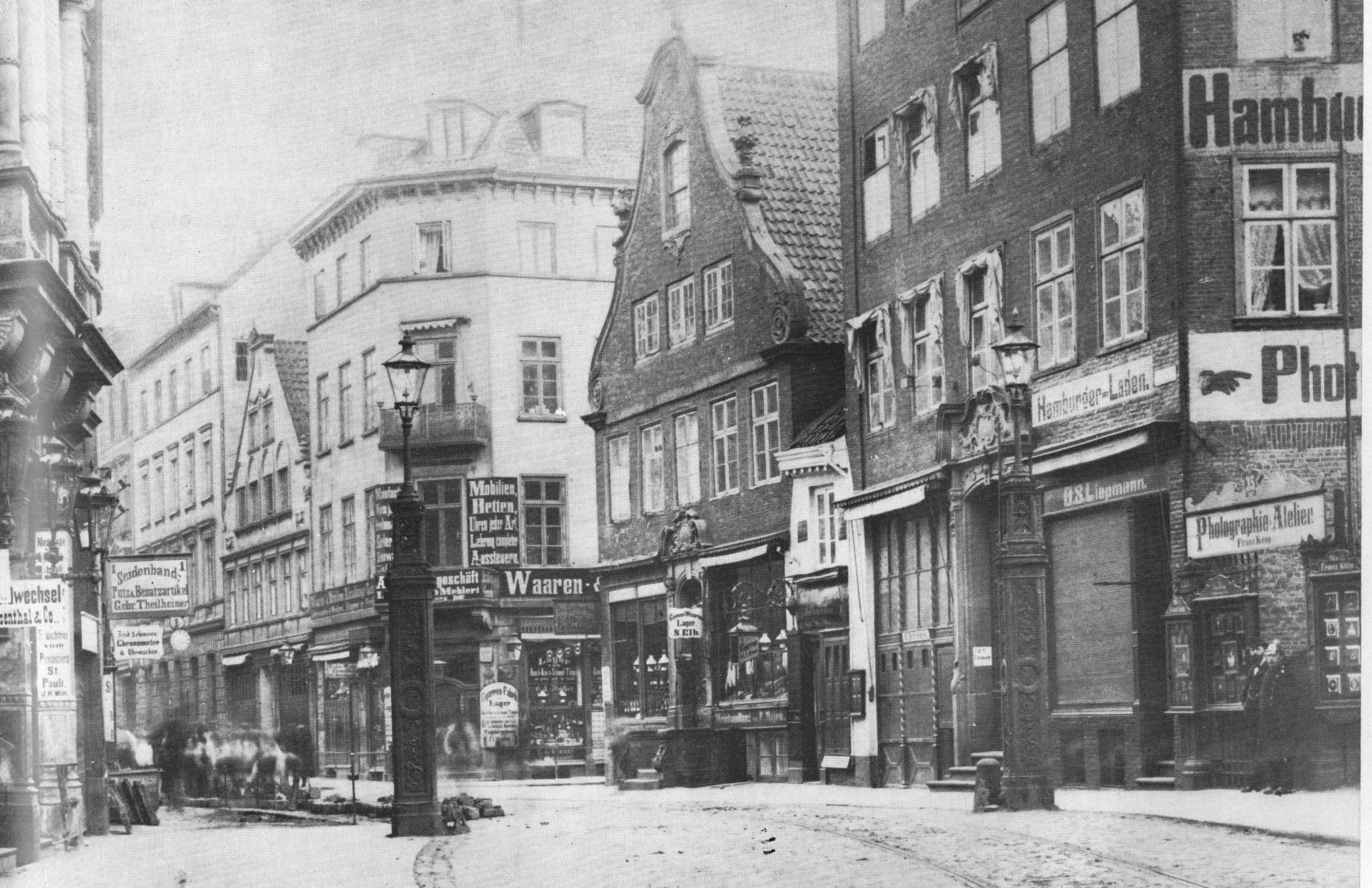
Nobistor um 1880, Blick nach Westen in die Reichenstraße und auf die Einmündung der Großen Freiheit

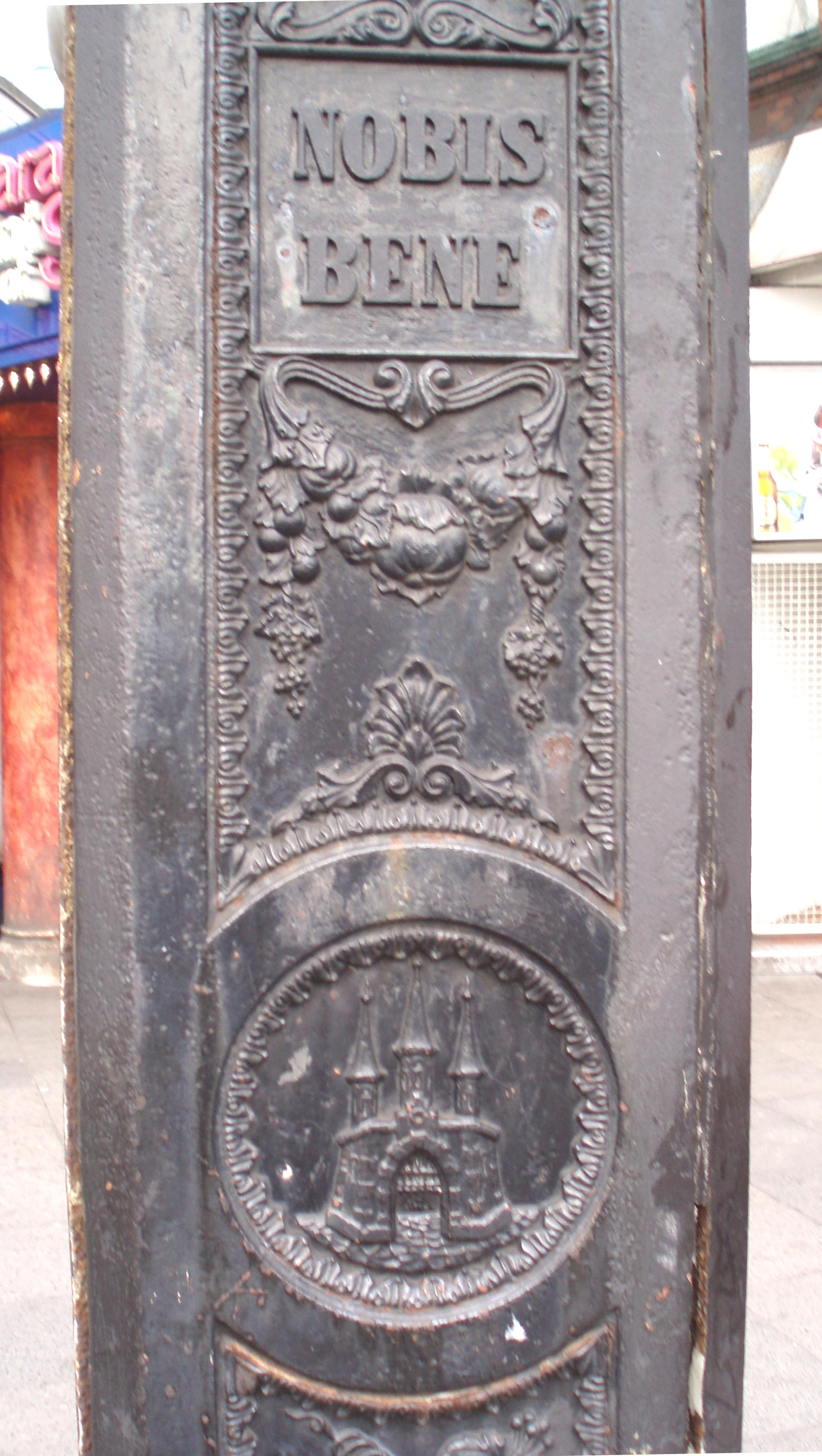
Nobistor-Pfeiler Südseite (NOBIS BENE und Altonaer Wappen)

Altona gelangte mit Holstein-Pinneberg 1647 zum Herzogtum Holstein und wurde vom nunmehrigen Landesherrn König Friedrich III. von Dänemark am 23. August 1664 zur Stadt erhoben. Hamburgs Verhältnis zu Dänemark und dem unmittelbar an der Grenze – nach Hamburger Einschätzung all to nah („allzu nah“) – gelegenen Altona war an Konflikten nicht arm. Am dritten Pfingstfeiertag 1734 begann auf dem Hamburger Berg, „unweit der Altonaischen Pforte“ in dem dortigen „Wirthshaus, woran das Hamburgische Wapen hängt,“ durch „vier betrunkene Kerls“, denen sich alsbald dänisches Militär zugesellte, ein Tumult, der sich über mehrere Tage hinzog. Zwei Hamburgische Dragoner wurden durch Schüsse dänischer Soldaten getötet und das Wirtshaus erheblich beschädigt.
Die daraufhin erstellte Karte Vorstellung der Gegend des Hamburger Bergs: in welcher im Monat Junii 1734 von dem Altonaischen Pöbel ein Wirtshaus spoliiret worden zeigt den Grenzverlauf von der Elbe bis zum vierten der dortigen, jeweils als „Alton[aer] Pforte“ bezeichneten Grenzübergänge, denen auf Hamburger Seite jeweils ein Schlagbaum gegenübersteht. An dem vierten ist nördlich des Weges auf Hamburger Seite „Nobis Teich“ und daneben das „spoliirte“ Wirtshaus eingezeichnet. Im November 1740 kam ein Vergleich zwischen dem dänischen König und der Stadt Hamburg über die Regulierung und Abmarkung der Grenze zustande, der die „vierte Einfahrt in Altona“ als zwischen „Herrn-Wische, auch sonst sogenannten Reesen- und Süder-Nobis-Teich“ und „Norder-Nobis-Teich und der Admiralitäts-Weide“ liegend beschreibt. Der Altonaer Executions-Receß vom 11. Juni 1744 spricht in diesem Zusammenhang von dem „Hamburgischen vormaligen Süder-Nobis-Teich“ und dem „von vorigen Zeiten so genannten Norder-Nobis-Teich“.
In der danach verfertigten Gräntz-Charte, worauf die Gräntz-Zeichen zwischen der Stadt Hamburg und Altona beschrieben sind, ist die „vierte Einfahrt in Altona“ zwischen der „Herren Wiese“ und der „Admiralitäts-Weide“ nahe der Kleinen Mennoniten-Kirche an der Großen Freiheit zu finden. Die Bezeichnung Nobistor erscheint auch in dieser Karte nicht; ebenso sind die übrigen fünf Einfahrten noch namenlos. Erst in einer Karte von 1839 heißen sie Pinnastor, Schlachterbudentor, Trommeltor, Nobistor und Hummeltor (an der Großen Rosenstraße, heute Paul-Roosen-Straße); die nördlichste Einfahrt an der Großen Gärtnerstraße (heute Thadenstraße) blieb hingegen dauerhaft namenlos. In der 1803 in Islington erschienenen Mirbeck'schen Karte  waren nur die erste und zweite der von 1e E bis 6 E nummerierten Einfahrten als Tor bezeichnet gewesen: „Pinnas Thor“ und „Juden Thor“.
Diese sechs Tore hatten nichts Wehrhaftes an sich. Es handelte sich um einfache, bewachte Pforten aus Holz, die seit etwa 1750 nachts verschlossen wurden (Torsperre). Die Grenze zwischen ihnen zu Fuß zu überschreiten, war durch den Grenz- oder Scheidebach Pepermölenbek und mehrere Gräben (neuer Scheide-, alter und trockengelegter Gräntz-Graben) allerdings nicht wesentlich behindert. Deswegen galt in Altona der Spruch: „Dat Dor ward us ni tomahkt“ („Die Tore sind uns nie verschlossen“); auch das Stadtwappen zeigt zwar einen – in der Realität nie existierenden – mächtigen, dreitürmigen Torbau, dessen Türflügel (im Unterschied zum Hamburger Wappen) aber weit geöffnet sind.

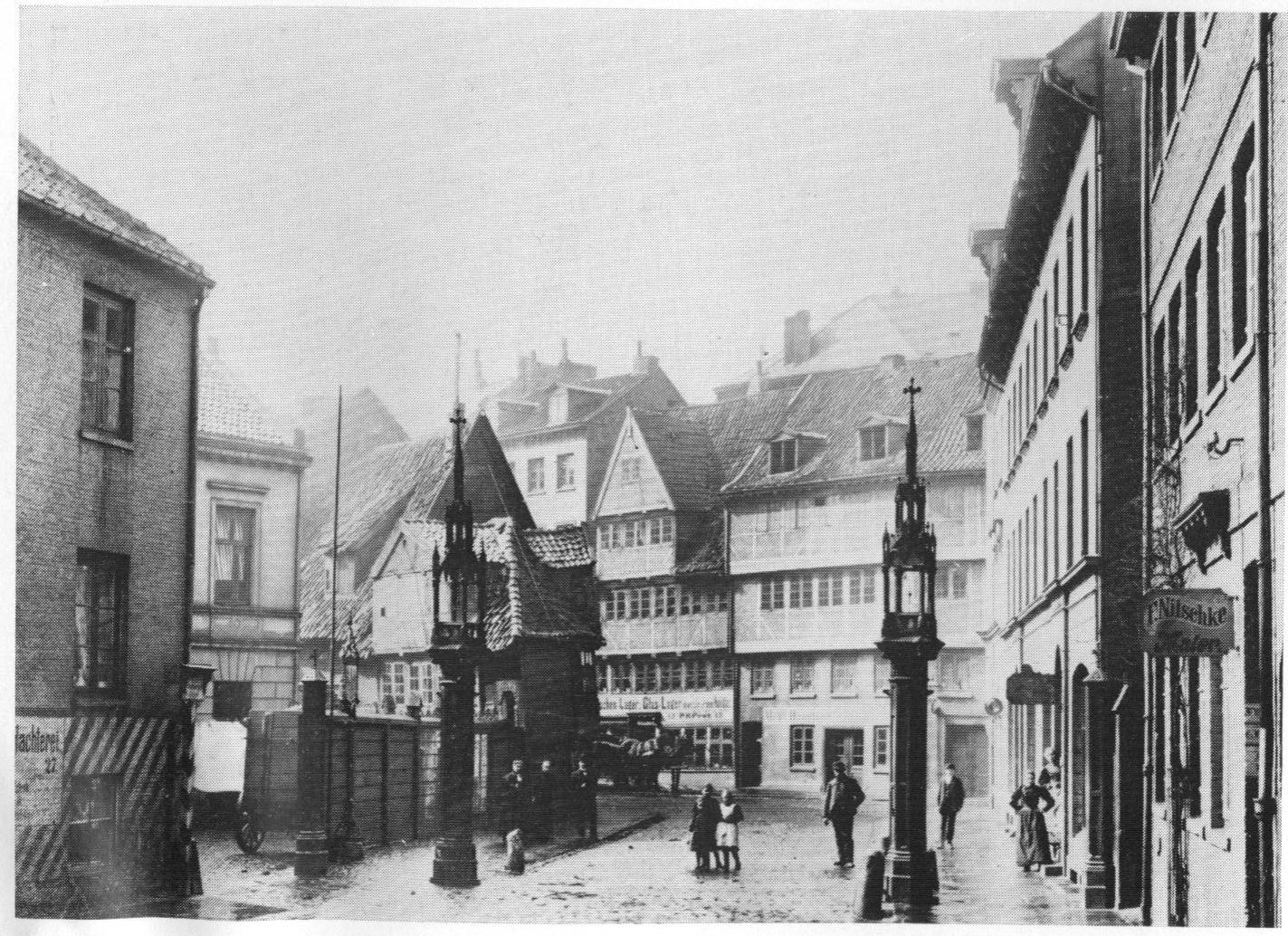
Schlachterbudentor 1890, links der Torpfosten der Mast für den Altonaer Eruv

Zu Neujahr 1861 wurde die Hamburger Torsperre aufgehoben; entsprechend wurden die Altonaer Tore auf Grund eines Collegienbeschlusses vom 13. März 1861 im Mai 1861 niedergelegt. Vom Nobistor blieben nur zwei gusseisenummantelte Pfeiler übrig. Darauf zeigen Medaillons im Lorbeerkranz außer dem Altonaer Stadtwappen das Monogramm König Christians VIII. von Dänemark, weshalb die Aufstellung in dessen Regierungszeit (3. Dezember 1839 – 20. Januar 1848), wohl eher zu ihrem Ende, anzunehmen ist. Laternen wurden den Pfeilern vermutlich erst später aufgesetzt, denn Gasbeleuchtung wurde in Altona erst 1857 eingeführt.
Jeder der beiden Pfeiler zeigte außerdem jeweils eine Hälfte des Spruchs „Nobis bene, nemini male“, der lateinischen Version des schon im 18. Jahrhundert nachweisbaren Trinkspruchs „Uns wohl, niemand übel!“ Diese Inschrift hatte auch das „kleine hölzerne Nobistor“ getragen, von dem ein Reisender aus Turin 1836 in einem Brief berichtete, den eine italienische Zeitschrift im Jahr darauf veröffentlichte.
Die beiden Nobistor-Pfeiler – ähnliche hatte es auch am Schlachterbudentor gegeben –  wurden im Zweiten Weltkrieg so stark beschädigt, dass nur ein einziger mit der halben Inschrift NOBIS BENE nach längerer Einlagerung im Juli 1959 wieder an alter Stelle bei dem noch erkennbaren Grenzgang zwischen Altona und Hamburg aufgestellt wurde, der dort als Zugang zum „Kontakthof“ des 1967 unter dem Namen „Eros Center“ eröffneten Etablissements Reeperbahn 170 dient. Am 6. Juni 2013 abgebaut, wurde der Pfeiler dort im November 2013 nach aufwendiger Restaurierung wieder aufgestellt. Die Kosten von 17.000 Euro übernahm der Verein Freunde der Denkmalpflege e. V.

## Name
Der Name Nobistor geht zurück auf ein auf der Hamburger Seite des Grenzgrabens gelegenes Gasthaus, das 1526 erstmals als Nobiskrug bezeichnet und zwischen 1609 und 1624 zerstört wurde. Später stand dort das Gasthaus Das Neue Hamburger Wappen. Der Name Nobistor kam erst nach 1739 auf. Die auf den Grenzpfeilern des 19. Jahrhunderts überlieferte Inschrift war jedenfalls nicht namengebend. Sie stammt aus einer Zeit, als die ursprüngliche, vielschichtige Bedeutung der Bezeichnung Nobiskrug vergessen war oder durch einen freundlicheren Sinnspruch mit nobis verdrängt werden sollte.